# Feldi Eboli 2020-2021
La voce raccoglie i dati riguardanti la Feldi Eboli, squadra di calcio a 5 militante in serie A, nelle competizioni ufficiali del 2020-2021.

## Trasferimenti

### Sessione estiva
| Carlos Dalcin     | Melilli      |
| Marco Pasculli    | Magic Crati  |
| Davide Moura      | Real Rieti   |
| Luizinho          | Qairat       |
| Rodrigo Canabarro | Marreco      |
| Richard Rejala    | Boca Juniors |
| Umberto Caruso    | C.M.B.       |
| Dani Montes       | Peñíscola    |
| Chano             | Levante      |

| Laion De Freitas | Olimpus Roma     |
| Luan Fiuza       | Cobà             |
| Antonio Bagatini | Sandro Abate     |
| Marco Boaventura | Petrarca         |
| Marco Ercolessi  | Sandro Abate     |
| Alessio Saponara | Bernalda         |
| Mancha           | Jaén             |
| Nicola Fortunato | Agostino Litteri |
| Lucas Francini   | Sestu            |
| Danilo Spisso    | Alma Salerno     |
| Jader Fornari    | Petrarca         |

### Sessione invernale
| Gabriel Grello    | Halle-Gooik |
| Alessandro Patias | Halle-Gooik |

| Richard Rejala | 17 de Agosto |

## Prima squadra
| N° | Naz.                  | Ruolo | Sportivo           | Anno       |  |  |
| -- | --------------------- | ----- | ------------------ | ---------- |  |  |
| 2  | Portogallo (bandiera) | DIF   | Davide Moura       | 03.04.1986 |  |  |
| 3  | Brasile (bandiera)    | POR   | Carlos Dalcin      | 10.11.1992 |  |  |
| 4  | Italia (bandiera)     | LAT   | Sergio Romano      | 28.08.1987 |  |  |
| 6  | Paraguay (bandiera)   | PIV   | Richard Rejala     | 05.02.1994 |  |  |
| 9  | Italia (bandiera)     | PIV   | Umberto Caruso     | 24.06.1993 |  |  |
| 10 | Spagna (bandiera)     | PIV   | Dani Montes        | 02.06.1990 |  |  |
| 11 | Brasile (bandiera)    | LAT   | Rudinei Tres       | 13.02.1987 |  |  |
| 13 | Brasile (bandiera)    | DIF   | Thiago Bissoni     | 03.08.1988 |  |  |
| 18 | Italia (bandiera)     | POR   | Andrea Sinno       | 29.03.1980 |  |  |
| 19 | Italia (bandiera)     | POR   | Marco Pasculli     | 19.03.1991 |  |  |
| 20 | Italia (bandiera)     | PIV   | Alessandro Patias  | 08.07.1985 |  |  |
| 21 | Spagna (bandiera)     | PIV   | Chano              | 30.08.1987 |  |  |
| 22 | Brasile (bandiera)    | LAT   | Luizinho           | 10.02.1990 |  |  |
| 24 | Italia (bandiera)     | LAT   | Vincenzo Caponigro | 18.08.1997 |  |  |
| 25 | Brasile (bandiera)    | LAT   | Gabriel Grello     | 04.07.1985 |  |  |
| 87 | Brasile (bandiera)    | LAT   | Rodrigo Canabarro  | 17.04.1987 |  |  |

## Under-19
| N° | Naz.              | Ruolo | Sportivo          | Anno       |  |  |
| -- | ----------------- | ----- | ----------------- | ---------- |  |  |
| 12 | Italia (bandiera) | POR   | Samuele Glielmi   | 08.08.2002 |  |  |
| 18 | Italia (bandiera) | POR   | Marco De Novellis | 21.10.2003 |  |  |
| 23 | Italia (bandiera) | LAT   | Gerardo Senatore  | 16.01.2003 |  |  |
| 25 | Italia (bandiera) | LAT   | Antonio Melillo   | --.--.---- |  |  |
| 25 | Italia (bandiera) | LAT   | Gerardo Vitale    | 06.03.2003 |  |  |